# Francis de Pressensé

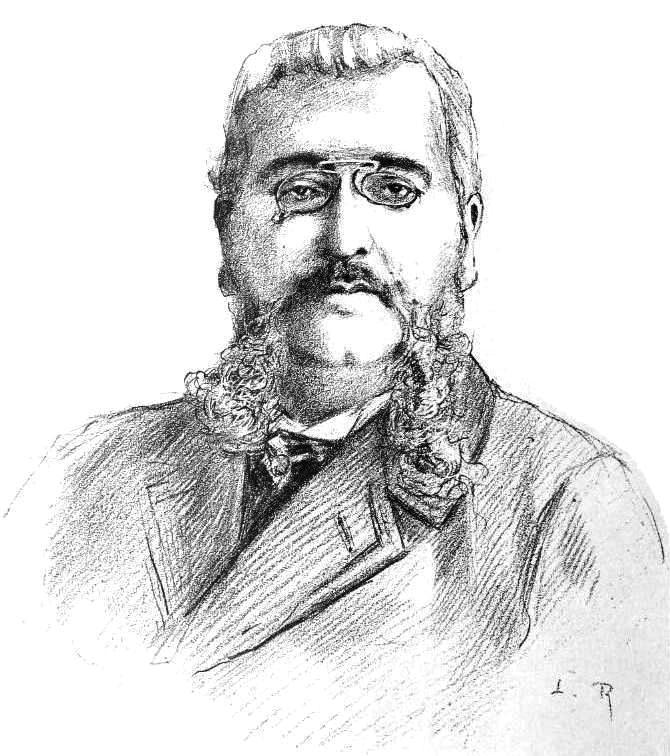
Francis de Pressensé.

Francis Déhault de Pressensé, född den 30 september 1853 i Paris, död där den 19 januari 1914, var en fransk politiker och författare. Han var son till Edmond de Pressensé.
Pressensé var först ambassadsekreterare, men övergick 1880 till tidningsvärlden som utrikesredaktör i Le Temps. Han var konservativ republikan, men skilde sig under Dreyfusprocessen från sitt parti, lämnade Le Temps och övergick till L'Aurore, till vars främsta pennor han hörde. Där förde han en lidelsefull fejd till förmån för Dreyfus och Picquart samt anslöt sig till det socialistiska partiet. År 1902 valdes han till deputerad för Lyon. I kammaren stödde Pressensé ministären Combes och medverkade ivrigt till kongregationernas bekämpande och till skilsmässa mellan stat och kyrka. Han var president i Ligue des droits de l'homme et du citoyen.